# Hebius celebicum
Espèce
Synonymes
- Styporhynchus celebicus Peters & Doria, 1878
- Amphiesma celebicum (Peters & Doria, 1878)

Hebius celebicum est une espèce de serpents de la famille des Natricidae.

## Répartition
Cette espèce est endémique d'Indonésie. Elle se rencontre dans les îles Sula et à Sulawesi.

## Étymologie
Son nom d'espèce lui a été donné en référence au lieu de sa découverte les Célèbes, l'ancien nom de Sulawesi.

## Publication originale
- Peters & Doria, 1878 : Catalogo dei retilli e dei batraci raccolti da O. Beccari, L. M. D'Alberts e A. A. Bruijn. nella sotto-regione Austro-Malese. Annali del Museo Civico de Storia Naturale di Genova, sér. 1, vol. 13, p. 323-450 (texte intégral)